# Râul Lespezi, Cuca
Râul Lespezi este unul râu afluent al râului Cuca. 